# شبه‌جزیره بوزاچی
شبه‌جزیره بوزاچی (قزاقی: Бозащы түбегі، بوزاششى تۇبەگى) (به روسی: Полуостров Бузачи) شبه‌جزیره‌ای است که در غرب قزاقستان واقع شده است. این کشور در غرب با خلیج مین‌قشلاق دریای کاسپین و در جنوب غربی با شبه‌جزیره مین‌قشلاق همسایه است. خلیج میورتوی کولتوک در شمال شرقی قرار دارد و ورودی باریک خلیجک حد شرقی آن را تشکیل می‌دهد. جزیره دورنوا در شمال و مجمع‌الجزایر تیولنی در سواحل غربی شبه‌جزیره قرار دارد.
از نظر اداری شبه جزیره بوزاچی بخشی از استان مین‌قشلاق قزاقستان است. هم‌اکنون این شبه‌جزیره یک منطقه جدید اکتشاف نفت است.
این شبه‌جزیره یک فرورفتگی کم‌ارتفاع با باتلاق‌های نمک و دریاچه‌های نمک است.  بخش‌هایی از آن میان ۲۰ تا ۳۰ متر پایین‌تر از سطح دریا، پایین‌تر از دریای کاسپین قرار دارند. این منطقه زیستگاه مهمی برای هزاران غزال است.